# Phrixosceles fibulatrix
Phrixosceles fibulatrix är en fjärilsart som beskrevs av Edward Meyrick 1922. Phrixosceles fibulatrix ingår i släktet Phrixosceles och familjen styltmalar.
Artens utbredningsområde är Fiji. Inga underarter finns listade i Catalogue of Life.